# Santuario di Cussanio
Il santuario di Cussanio è un santuario mariano, ubicato nell'omonima frazione del comune italiano di Fossano della provincia di Cuneo, in Piemonte.

## La storia
Il santuario, detto della Madonna della Divina Provvidenza, fu costruito in seguito alle apparizioni mariane occorse, secondo la tradizione, l'8 e l'11 maggio 1521 a Bartolomeo Coppa, sordomuto. 
Questi avrebbe riacquistato l'udito e la parola e ricevuto anche messaggi dalla Vergine, che avrebbe invitato la popolazione della vicina Fossano alla penitenza. Inizialmente il Coppa non fu creduto ma, in seguito allo scoppio di una pestilenza, la gente aderì alla richiesta della Vergine, ottenendo la fine del flagello e impegnandosi nella realizzazione di un edificio religioso.
Venne costruita una prima cappella, poi ampliata per opera dei frati agostiniani della Congregazione di Genova; infine, nel 1875, il vescovo Emiliano Manacorda diede inizio all'edificazione del santuario attuale, in stile neorinascimentale, abbellito da due navate laterali e da numerosi altari e sculture.